# Coupe de France 1958/59
Het seizoen 1958/59 was het 42e seizoen van de Coupe de France in het voetbal. Het toernooi werd georganiseerd door de Franse voetbalbond.
Dit seizoen namen er 1168 clubs deel. De competitie ging in de zomer van 1958 van start en eindigde op 18 mei 1959 met de beslissingswedstrijd in de finale in het Stade Olympique Yves-du-Manoir in Colombes. De finale werd gespeeld tussen Le Havre AC en FC Sochaux (beide clubs waren voor de tweede keer finalist). Le Havre AC veroverde voor de eerste keer de beker door FC Sochaux met 3-0 te verslaan.

## Uitslagen

### 1/32 finale
De wedstrijden werden op 11, 15 (AS Troyes-Savinienne - FC Nancy) en 18 (Stade Reims - CA Vitry) januari gespeeld, de beslissingswedstrijden op 15 (Red Star Olympique - RC Lens) en 18 januari (AS Cannes - Olympique Avignon en FC Metz - AS Cambrai). De 20 clubs van de Division 1 kwamen in deze ronde voor het eerst in actie.
| Winnaar              | Uitslag     | Verliezer                        |
| -------------------- | ----------- | -------------------------------- |
| Le Havre AC          | 1-0         | US Auchel                        |
| FC Sochaux           | 2-1         | CS Blénod                        |
| Olympique Nîmes      | 5-1         | Stade Ruffec                     |
| Stade Rennes         | 1-0 nv      | SC Bel-Abbès (Algerije)          |
| FC Metz              | 1-1 nv; 6-3 | AS Cambrai                       |
| Toulouse FC          | 3-0         | US Le Mans                       |
| RC Paris             | 1-0         | ESA Brive                        |
| Olympique Lyon       | 4-0         | La Voulte-Valence Football       |
| SC Draguignan-Le Muy | 3-2         | AS Monaco                        |
| SCO Angers           | 5-1         | JA Armentières                   |
| Red Star Olympique   | 1-1 nv; 2-0 | RC Lens                          |
| AS Troyes-Savinienne | 1-0         | FC Nancy                         |
| RCFC Besançon        | 2-1         | Olympique Hussein Dey (Algerije) |
| UA Sedan Torcy       | 1-0         | AS Aulnoye                       |
| AS Saint-Étienne     | 6-1         | FC Grenoble                      |
| Stade Reims          | 10-1        | CA Vitry                         |

| Winnaar            | Uitslag     | Verliezer             |
| ------------------ | ----------- | --------------------- |
| FC Annecy          | 2-1         | Rapid Menton          |
| Girondins Bordeaux | 3-1         | Arago Sport Orléans   |
| Olympique Alès     | 1-0         | AS Aix                |
| Stade Saint-Brieuc | 3-2         | US Véloce Vannes      |
| Lille OSC          | 2-0         | US Fécamp             |
| OGC Nice           | 3-0         | US Graissessac        |
| US Forbach         | 3-0         | RC Strasbourg         |
| ES Bully           | 2-1         | US Valenciennes-Anzin |
| FC Perpignan       | 2-1         | Olympique Marseille   |
| Limoges FC         | 1-0         | FC Sète               |
| AS Béziers         | 2-0         | FC Montauban          |
| AS Cannes          | 0-0 nv; 4-1 | Olympique Avignon     |
| CS Fontainebleau   | 3-2         | AS Hautmont           |
| Sporting Toulon    | 5-1         | FC Villefranche       |
| Stade Français     | 3-1         | FC Rouen              |
| US Bruay           | 2-1         | AS Cherbourg-Stella   |

### 1/16 finale
De wedstrijden werden op 1 februari gespeeld, de beslissingswedstrijden op 5 (FC Metz - Lille OSC), 5 en 11 (FC Sochaux - Girondins Bordeaux), en 8 en 18 februari (Le Havre AC - FC Annecy).
| Winnaar         | Uitslag             | Verliezer          |
| --------------- | ------------------- | ------------------ |
| Le Havre AC     | 1-1 nv; 1-1 nv; 3-1 | FC Annecy          |
| FC Sochaux      | 1-1 nv; 0-0 nv; 2-1 | Girondins Bordeaux |
| Olympique Nîmes | 1-0 nv              | Olympique Alès     |
| Stade Rennes    | 2-0                 | Stade Saint-Brieuc |
| FC Metz         | 3-3nv; 2-0          | Lille OSC          |
| Toulouse FC     | 2-1                 | OGC Nice           |
| RC Paris        | 6-2                 | US Forbach         |
| Olympique Lyon  | 4-0                 | ES Bully           |

| Winnaar              | Uitslag | Verliezer        |
| -------------------- | ------- | ---------------- |
| SC Draguignan-Le Muy | 1-0     | FC Perpignan     |
| SCO Angers           | 3-1     | Limoges FC       |
| Red Star Olympique   | 1-0     | AS Béziers       |
| AS Troyes-Savinienne | 4-1     | AS Cannes        |
| RCFC Besançon        | 3-0     | CS Fontainebleau |
| UA Sedan Torcy       | 2-1     | Sporting Toulon  |
| AS Saint-Étienne     | 2-0     | Stade Français   |
| Stade Reims          | 8-0     | US Bruay         |

### 1/8 finale
De wedstrijden werden op 22 februari gespeeld, de enige beslissingswedstrijd op 5 maart.
| Winnaar         | Uitslag | Verliezer            |
| --------------- | ------- | -------------------- |
| Le Havre AC     | 2-0     | SC Draguignan-Le Muy |
| FC Sochaux      | 2-0     | SCO Angers           |
| Olympique Nîmes | 4-0     | Red Star Olympique   |
| Stade Rennes    | 2-0     | AS Troyes-Savinienne |

| Winnaar        | Uitslag     | Verliezer        |
| -------------- | ----------- | ---------------- |
| FC Metz        | 2-1 nv      | RCFC Besançon    |
| Toulouse FC    | 1-1 nv; 3-1 | UA Sedan Torcy   |
| RC Paris       | 3-2         | AS Saint-Étienne |
| Olympique Lyon | 3-1 nv      | Stade Reims      |

### Kwartfinale
De wedstrijden werden op 29 maart gespeeld.
| Winnaar         | Uitslag | Verliezer      |
| --------------- | ------- | -------------- |
| Le Havre AC     | 2-0     | FC Metz        |
| FC Sochaux      | 2-1 nv  | Toulouse FC    |
| Olympique Nîmes | 4-0     | RC Paris       |
| Stade Rennes    | 3-2     | Olympique Lyon |

### Halve finale
De wedstrijden werden op 12 april gespeeld.
| Winnaar     | Uitslag | Verliezer       |
| ----------- | ------- | --------------- |
| Le Havre AC | 1-0     | Olympique Nîmes |
| FC Sochaux  | 2-1     | Stade Rennes    |

### Finale
De wedstrijd werd op 3 mei 1959 gespeeld in het Stade Olympique Yves-du-Manoir in Colombes voor 50.778 toeschouwers. De wedstrijd stond onder leiding van scheidsrechter Jean-Louis Groppi. De beslissingswedstrijd werd op 18 mei voor 36.655 toeschouwers gespeeld, in hetzelfde stadion, onder dezelfde leiding.
| Winnaar                                                                   | Uitslag | Finalist                               |
| ------------------------------------------------------------------------- | ------- | -------------------------------------- |
| Le Havre AC                                                               | 2-2 nv  | FC Sochaux                             |
| Jacques Ferrari 1' Hocine Bouchache 113'                                  |         | e.d. 45' Albert Eloy 109' René Gardien |
| beslissingswedstrijd                                                      |         |                                        |
| Le Havre AC                                                               | 3-0     | FC Sochaux                             |
| Jacques Meyer (voetballer) 21' Frédéric N'Doumbé 31' Valentin Navarro 87' |         |                                        |

1917/18 · 1918/19 · 1919/20 · 1920/21 · 1921/22 · 1922/23 · 1923/24 · 1924/25 · 1925/26 · 1926/27 · 1927/28 · 1928/29 · 1929/30 · 1930/31 · 1931/32 · 1932/33 · 1933/34 · 1934/35 · 1935/36 · 1936/37 · 1937/38 · 1938/39 · 1939/40 · 1940/41 · 1941/42 · 1942/43 · 1943/44 · 1944/45 · 1945/46 · 1946/47 · 1947/48 · 1948/49 · 1949/50 · 1950/51 · 1951/52 · 1952/53 · 1953/54 · 1954/55 · 1955/56 · 1956/57 · 1957/58 · 1958/59 · 1959/60 · 1960/61 · 1961/62 · 1962/63 · 1963/64 · 1964/65 · 1965/66 · 1966/67 · 1967/68 · 1968/69 · 1969/70 · 1970/71 · 1971/72 · 1972/73 · 1973/74 · 1974/75 · 1975/76 · 1976/77 · 1977/78 · 1978/79 · 1979/80 · 1980/81 · 1981/82 · 1982/83 · 1983/84 · 1984/85 · 1985/86 · 1986/87 · 1987/88 · 1988/89 · 1989/90 · 1990/91 · 1991/92 · 1992/93 · 1993/94 · 1994/95 · 1995/96 · 1996/97 · 1997/98 · 1998/99 · 1999/00 · 2000/01 · 2001/02 · 2002/03 · 2003/04 · 2004/05 · 2005/06 · 2006/07 · 2007/08 · 2008/09 · 2009/10 · 2010/11 · 2011/12 · 2012/13 · 2013/14 · 2014/15 · 2015/16 · 2016/17 · 2017/18 · 2018/19 · 2019/20 · 2020/21 · 
2021/22 · 2022/23 · 2023/24 · 2024/25 ·